# Abbaye de Jully-les-Nonnains
Le prieuré de Jully-les-Nonnains   située dans la commune de Jully, dans l'Yonne, est un monastère, aujourd'hui disparu, de moniales bénédictines fondé en 1115 par le comte Milon II.

## Historique
Ombeline et d'autres femmes de l'entourage de saint Bernard de Clairvaux avaient le désir d'entrer en religion, dans un monastère. Elles décident de fonder un prieuré de femmes qui serait sous la dépendance de l'abbaye mère, Molesme. Milon II de Bar fit une donation de son château de Jully avec toutes ses dépendances et la paroisse de Jully ; ce château avait été bâti par son aïeul Milon, comte de Tonnerre en 987. Entre 1113 et 1115, quoique sous l'autorité des moines de Molesme, les moniales adoptent l'organisation clunisienne. En 1125, suivant cet exemple, un monastère de cisterciennes est fondé à Tart, près de Citeaux. 
La charte fut ratifiée par Joceran, évêque de Langres, et par une bulle papale d'Eugène III le 19 décembre 1145. Molesme avait délégué quatre moines pour gérer et superviser l'abbaye, cette tutelle causa de nombreux conflits entre les parties qui furent portés jusque devant divers papes. La guerre de Cent Ans affaiblissant le temporel et le spirituel de l'abbaye, la communauté fut dissoute le 9 novembre 1420.
Au XVe siècle, l'abbaye devenait le bénéfice du cellérier de Molesme qui devenait le seigneur de Jully.
Claude de Nicey entreprit l'amélioration et la fermeture de l'enceinte. Pour ce faire, il bâtit une nouvelle chapelle, dédiée à saint Claude, devant la porte du château et fit murer l'ancienne chapelle et fermer des ouvertures. Alors que l'abbaye fut prise et saccagée par les protestants menés par François de Coligny d'Andelot, puis quelque temps après par des reitres, cette chapelle Saint-Claude fut constatée détruite en 1578, et non relevée.

## État actuel
L'inventaire préliminaire des Monuments historiques ne recense plus qu'un bâtiment à demi ruiné avec une cave et un puits.